# Jana Petrenko
Jana Petrenko, född 30 juli 1990 i Astana, Kazakstan, är en volleybollspelare (center). Hon spelar med Kazakstans landslag. Med klubblaget Kuanysj VK har hon vunnit Asian Women's Club Volleyball Championship.